# Acquapendente
Acquapendente – miejscowość i gmina we Włoszech, w regionie Lacjum, w prowincji Viterbo.
Według danych na rok 2004 gminę zamieszkiwało 5787 osób, 44,5 os./km².